# An Clochán Liath
An Clochán Liath ("de grijze steen", Engels: Dungloe) is een stad in Ierland. An Clochán Liath ligt in het graafschap Donegal, en is de belangrijkste stad in The Rosses. An Clochán Liath is het administratief centrum van het westen van Donegal, meer bepaald The Rosses, en heeft de enige middelbare school van de streek. De stad telde 1388 inwoners in 2006.
An Clochán Liath ligt in de Gaeltacht, wat inhoudt dat Iers nog steeds een belangrijke rol als spreektaal vervult.